# Macrocorynus
Macrocorynus är ett släkte av skalbaggar. Macrocorynus ingår i familjen vivlar.
Kladogram enligt Catalogue of Life:
| Macrocorynus | \| \| Macrocorynus discoideus \| \| \| \| \| \| Macrocorynus herinaceus \| \| \| \| |
|              | \| \| Macrocorynus discoideus \| \| \| \| \| \| Macrocorynus herinaceus \| \| \| \| |
|              | Macrocorynus discoideus                                                             |
|              |                                                                                     |
|              | Macrocorynus herinaceus                                                             |
|              |                                                                                     |